# 兌換チャット
兌換チャット（だかんチャット、FEC）は、1993年から2013年までミャンマーで発行されていた紙幣（外貨兌換券）。

## 概要
外国人旅行者がミャンマー国内に入国する際、300USドル（後、200～100USドル）を強制的にこのFECに両替させられる制度があり、政府が外貨獲得のために1993年に導入した。ミャンマー国民がUSドル紙幣に触れることは公的には禁じられており、FECがその代替として使用されることになっていた。
公式では、1FECは1USドルと等価でミャンマー国内で流通することになっていたが、実際には国内の市場で自国通貨であるチャットに両替する際に、USドルとFECではUSドルの方が2割近く多いチャットと交換できるなど、FECは忌み嫌われる傾向があった。
また、強制両替についても交換の担当官に5～10USドルの賄賂を渡すことで逃れる様な事が恒常化したため、2003年8月には外国人に対する強制両替を停止した。その後も、兌換チャットは外国人従業員への賃金支払いを目的に存続していたが、2013年7月に廃止された。